# Mistrovství Evropy ve volejbale žen 2013
28. mistrovství Evropy  ve volejbale žen se konalo ve dnech 6. – 14. září v Německu a Švýcarsku.
Turnaje se zúčastnilo 16 družstev, rozdělených do čtyř čtyřčlenných skupin. Nejlepší družstva z každé skupiny postoupila přímo do čtvrtfinále. Týmy na druhém a třetím místě se utkaly vyřazovacím systémem o účast ve čtvrtfinále. Dále následoval klasický play off systém. Mistrem Evropy se staly volejbalistky Ruska.

## Pořadatelská města
| Berlín              | Drážďany        | Halle               | Schwerin                 | Curych           |
| ------------------- | --------------- | ------------------- | ------------------------ | ---------------- |
| Max Schmeling-Halle | Margon-Arena    | Gerry Weber Stadion | Sport- und Kongresshalle | Hallenstadion    |
|                     |                 |                     |                          |                  |
| Kapacita: 11 900    | Kapacita: 3 450 | Kapacita: 12 300    | Kapacita: 5 184          | Kapacita: 13 000 |
| Otevřený: 1996      | Otevřený: 1998  | Otevřený: 1993      | Otevřený: 1962           | Otevřený: 1939   |

## Kvalifikace
| Pořadatelé - Německo - Švýcarsko | Přímý postup z ME 2011 - Itálie - Polsko - Rusko - Srbsko - Turecko | Postup z Kvalifikace - Ázerbájdžán - Belgie - Bělorusko - Bulharsko - Česko - Chorvatsko - Francie - Nizozemsko - Španělsko |

## Výsledky a tabulky

### Základní část

#### Skupina A - Halle
| Datum   | Čas   | Zápas                  | Výsledek | Sety  | Sety  | Sety  | Sety  | Sety  | Míče    | Report |
| Datum   | Čas   | Zápas                  | Výsledek | 1     | 2     | 3     | 4     | 5     | Míče    | Report |
| ------- | ----- | ---------------------- | -------- | ----- | ----- | ----- | ----- | ----- | ------- | ------ |
| 6. září | 17:00 | Německo - Španělsko    | 3:0      | 25:15 | 25:15 | 25:17 |       |       | 75:47   | Report |
| 6. září | 20:00 | Nizozemsko - Turecko   | 2:3      | 15:25 | 16:25 | 29:27 | 26:24 | 12:15 | 98:116  | Report |
| 7. září | 17:00 | Německo - Nizozemsko   | 3:2      | 27:25 | 20:25 | 22:25 | 25:23 | 15:9  | 109:107 | Report |
| 7. září | 20:00 | Španělsko - Turecko    | 0:3      | 13:25 | 19:25 | 15:25 |       |       | 47:75   | Report |
| 8. září | 15:00 | Španělsko - Nizozemsko | 0:3      | 16:25 | 14:25 | 18:25 |       |       | 48:85   | Report |
| 8. září | 18:00 | Turecko - Německo      | 0:3      | 19:25 | 23:25 | 25:27 |       |       | 67:77   | Report |

| Poř | Země       | Body | Zápasy | Výhry | Prohry | Sety | Ratio | Míče    | Ratio |
| --- | ---------- | ---- | ------ | ----- | ------ | ---- | ----- | ------- | ----- |
| 1.  | Německo    | 8    | 3      | 3     | 0      | 9:2  | 4.500 | 261:221 | 1.181 |
| 2.  | Turecko    | 5    | 3      | 2     | 1      | 6:5  | 1.200 | 258:222 | 1.162 |
| 3.  | Nizozemsko | 5    | 3      | 1     | 2      | 7:6  | 1.167 | 280:273 | 1.026 |
| 4.  | Španělsko  | 0    | 3      | 0     | 3      | 0:9  | 0.000 | 142:225 | 0.631 |

#### Skupina B - Curych
| Datum   | Čas   | Zápas               | Výsledek | Sety  | Sety  | Sety  | Sety  | Sety | Míče   | Report |
| Datum   | Čas   | Zápas               | Výsledek | 1     | 2     | 3     | 4     | 5    | Míče   | Report |
| ------- | ----- | ------------------- | -------- | ----- | ----- | ----- | ----- | ---- | ------ | ------ |
| 6. září | 18:00 | Itálie - Švýcarsko  | 3:0      | 25:13 | 25:11 | 25:13 |       |      | 75:37  | Report |
| 6. září | 20:30 | Francie - Belgie    | 1:3      | 25:22 | 19:25 | 19:25 | 17:25 |      | 78:97  | Report |
| 7. září | 15:00 | Itálie - Francie    | 3:1      | 25:16 | 25:15 | 20:25 | 25:16 |      | 95:72  | Report |
| 7. září | 18:00 | Švýcarsko - Belgie  | 0:3      | 21:25 | 16:25 | 23:23 |       |      | 60:75  | Report |
| 8. září | 15:30 | Francie - Švýcarsko | 3:2      | 17:25 | 25:17 | 24:26 | 25:17 | 15:9 | 106:94 | Report |
| 8. září | 18:30 | Belgie - Itálie     | 3:1      | 22:25 | 25:16 | 26:24 | 25:18 |      | 98:83  | Report |

| Poř | Země      | Body | Zápasy | Výhry | Prohry | Sety | Ratio | Míče    | Ratio |
| --- | --------- | ---- | ------ | ----- | ------ | ---- | ----- | ------- | ----- |
| 1.  | Belgie    | 9    | 3      | 3     | 0      | 9:2  | 4.500 | 270:221 | 1.222 |
| 2.  | Itálie    | 6    | 3      | 2     | 1      | 7:4  | 1.750 | 253:207 | 1.222 |
| 3.  | Francie   | 2    | 3      | 1     | 2      | 5:7  | 0:714 | 256:286 | 0.895 |
| 4.  | Švýcarsko | 1    | 3      | 0     | 3      | 2:8  | 0.250 | 191:256 | 0.746 |

#### Skupina C - Drážďany
| Datum   | Čas   | Zápas                    | Výsledek | Sety  | Sety  | Sety  | Sety  | Sety | Míče  | Report |
| Datum   | Čas   | Zápas                    | Výsledek | 1     | 2     | 3     | 4     | 5    | Míče  | Report |
| ------- | ----- | ------------------------ | -------- | ----- | ----- | ----- | ----- | ---- | ----- | ------ |
| 6. září | 17:30 | Ázerbájdžán - Chorvatsko | 0:3      | 15:25 | 22:25 | 21:25 |       |      | 58:75 | Report |
| 6. září | 20:30 | Bělorusko - Rusko        | 1:3      | 21:25 | 25:22 | 14:25 | 14:25 |      | 74:97 | Report |
| 7. září | 17:30 | Ázerbájdžán - Bělorusko  | 1:3      | 23:25 | 20:25 | 25:17 | 22:25 |      | 90:92 | Report |
| 7. září | 20:30 | Chorvatsko - Rusko       | 1:3      | 21:25 | 24:26 | 25:23 | 22:25 |      | 92:99 | Report |
| 8. září | 15:00 | Bělorusko - Chorvatsko   | 0:3      | 19:25 | 10:25 | 19:25 |       |      | 48:75 | Report |
| 8. září | 18:00 | Rusko - Ázerbájdžán      | 3:0      | 25:16 | 25:20 | 28:26 |       |      | 75:62 | Report |

| Poř | Země        | Body | Zápasy | Výhry | Prohry | Sety | Ratio | Míče    | Ratio |
| --- | ----------- | ---- | ------ | ----- | ------ | ---- | ----- | ------- | ----- |
| 1.  | Rusko       | 9    | 3      | 3     | 0      | 9:2  | 4.500 | 274:228 | 1.202 |
| 2.  | Chorvatsko  | 6    | 3      | 2     | 1      | 7:3  | 2.333 | 242:206 | 1.175 |
| 3.  | Bělorusko   | 3    | 3      | 1     | 2      | 4:7  | 0.571 | 214:262 | 0.817 |
| 4.  | Ázerbájdžán | 0    | 3      | 0     | 3      | 1:9  | 0.111 | 211:245 | 0.861 |

#### Skupina D - Schwerin
| Datum   | Čas   | Zápas              | Výsledek | Sety  | Sety  | Sety  | Sety  | Sety  | Míče    | Report |
| Datum   | Čas   | Zápas              | Výsledek | 1     | 2     | 3     | 4     | 5     | Míče    | Report |
| ------- | ----- | ------------------ | -------- | ----- | ----- | ----- | ----- | ----- | ------- | ------ |
| 6. září | 17:00 | Srbsko - Bulharsko | 2:3      | 25:23 | 25:13 | 22:25 | 28:30 | 13:15 | 113:106 | Report |
| 6. září | 20:00 | Česko - Polsko     | 3:2      | 24:26 | 25:21 | 25:21 | 24:26 | 15:12 | 113:106 | Report |
| 7. září | 17:00 | Srbsko - Česko     | 3:0      | 25:21 | 26:24 | 25:23 |       |       | 76:68   | Report |
| 7. září | 20:00 | Bulharsko - Polsko | 1:3      | 22:25 | 25:18 | 13:25 | 18:25 |       | 78:93   | Report |
| 8. září | 15:00 | Česko - Bulharsko  | 3:2      | 14:25 | 25:20 | 29:31 | 25:19 | 15:11 | 108:106 | Report |
| 8. září | 18:00 | Polsko - Srbsko    | 1:3      | 18:25 | 18:25 | 25:22 | 21:25 |       | 82:97   | Report |

| Poř | Země      | Body | Zápasy | Výhry | Prohry | Sety | Ratio | Míče    | Ratio |
| --- | --------- | ---- | ------ | ----- | ------ | ---- | ----- | ------- | ----- |
| 1.  | Srbsko    | 7    | 3      | 2     | 1      | 8:4  | 2.000 | 286:256 | 1.117 |
| 2.  | Česko     | 4    | 3      | 2     | 1      | 6:7  | 0.857 | 289:288 | 1.003 |
| 3.  | Polsko    | 4    | 3      | 1     | 2      | 6:7  | 0.857 | 281:288 | 0.976 |
| 4.  | Bulharsko | 3    | 3      | 1     | 2      | 6:8  | 0.750 | 290:314 | 0.924 |

### Play off

#### Osmifinále
| 10. září | 17:00 | Curych | Turecko - Bělorusko     | 3:0 | 25:16 | 25:13 | 25:17 |       |       | 75:46  | Report |
| 10. září | 17:30 | Curych | Itálie - Polsko         | 3:0 | 25:22 | 25:22 | 25:13 |       |       | 75:57  | Report |
| 10. září | 20:00 | Halle  | Chorvatsko - Nizozemsko | 3:2 | 23:25 | 25:11 | 22:25 | 25:23 | 15:11 | 110:95 | Report |
| 10. září | 20:30 | Halle  | Česko - Francie         | 2:3 | 25:20 | 25:9  | 23:25 | 23:25 | 18:20 | 114:99 | Report |

#### Čtvrtfinále
| 11. září | 17:00 | Curych | Rusko - Turecko      | 3:0 | 25:20 | 25:23 | 25:19 |       |      | 75:62   | Report |
| 11. září | 17:30 | Halle  | Belgie - Francie     | 3:2 | 22:25 | 25:23 | 21:25 | 25:20 | 15:9 | 108:102 | Report |
| 11. září | 20:00 | Halle  | Německo - Chorvatsko | 3:0 | 25:23 | 25:23 | 25:18 |       |      | 75:64   | Report |
| 11. září | 20:30 | Curych | Srbsko - Itálie      | 3:0 | 25:14 | 28:26 | 25:18 |       |      | 75:58   | Report |

#### Semifinále
| 13. září | 17:00 | Berlín | Rusko - Srbsko   | 3:0 | 25:23 | 25:19 | 25:12 |       |       | 75:54   | Report |
| 13. září | 20:00 | Berlín | Německo - Belgie | 3:2 | 18:25 | 20:25 | 25:21 | 25:21 | 15:11 | 103:103 | Report |

#### Finále
| 14. září | 20:00 | Berlín | Německo - Rusko | 1:3 | 23:25 | 25:23 | 23:25 | 14:25 |  | 85:98 | Report |

#### O 3. místo
| 14. září | 17:00 | Berlín | Belgie - Srbsko | 3:2 | 23:25 | 25:21 | 28:26 | 21:25 | 15:11 | 112:108 | Report |

## Konečné pořadí
| 28.              | Mistrovství Evropy 2013 |
| ---------------- | ----------------------- |
| Zlatá medaile    | Rusko                   |
| Stříbrná medaile | Německo                 |
| Bronzová medaile | Belgie                  |
| 4.               | Srbsko                  |
| 5.               | Chorvatsko              |
| 6.               | Itálie                  |
| 7.               | Turecko                 |
| 8.               | Francie                 |
| 9.               | Nizozemsko              |
| 10.              | Česko                   |
| 11.              | Polsko                  |
| 12.              | Bělorusko               |
| 13.              | Bulharsko               |
| 14.              | Švýcarsko               |
| 15.              | Ázerbájdžán             |
| 16.              | Španělsko               |